# Aérodrome de Gaya
Pour les articles homonymes, voir Aéroport de Gaya.
L'aérodrome de Gaya (code OACI : DRRG) est l'aéroport de Gaya, Niger. L'aérodrome est situé 2 km à l’ouest du centre-ville. La piste de l'aérodrome est d'une longueur de 1 350 x 30 m.

## Situation
| \| 100 km1:21 840 000 \|Arlit Diffa Niamey Dirkou Dogondoutchi Gaya Gouré Iférouane La Tapoa Maïné-Soroa Agadez Maradi Tahoua Tanout Tessaoua Tillabéri Zinder BA 101 BA 201 Madama |
| 100 km1:21 840 000 |